# Dagensbok.com
Dagensbok.com är en svensk webbplats som publicerar bokrecensioner. Affärsidén är att publicera minst en bokrecension om dagen. Det förekommer även litteratur- och kulturrelaterade krönikor. Webbplatsen finansieras med annonsintäkter och har sedan starten år 2000 involverat ett hundratal skribenter.